# Lydia Kelly
Pour les articles homonymes, voir Lydia et Kelly.
Lydia Kelly, née le 25 septembre 1990 à Manchester en Angleterre, est une actrice britannique.

## Biographie
Lydia Kelly est principalement connue pour son rôle de Lydia Hart (en) dans la série télévisée Hollyoaks.

## Filmographie
- 1989 : Great Performances (série télévisée) : Rebecca Gibbs
- 2009 : Hollyoaks Later (en) (série télévisée) : Lydia Hart (5 épisodes)
- 2009-2010 : Hollyoaks (série télévisée) : Lydia Hart (46 épisodes)